# يان ستافورد روس مونرو
يان ستافورد روس مونرو (بالإنجليزية: Ian Stafford Ross Munro)‏ هو عالم أسماك أسترالي، ولد في 4 مايو 1919 في بريزبان في أستراليا، وتوفي في 22 يناير 1994.